# Iitoyo
Prinzessin Iitoyo (japanisch 飯豊皇女 / 飯豊女王 Iitoyo no himemiko bzw. 飯豊王 Iitoyo no miko; * 440? in Japan; † November 484? in Japan) bzw. Prinzessin Iitoyo-ao (飯豊青皇女 Iitoyo-ao no himemiko, modern: ~ kōjo), Prinzessin Oshinumi (忍海郎女 Oshinumi no iratsume) oder Prinzessin Aoumi (青海皇女 Aoumi no miko) genannt, war eine kaiserliche japanische Prinzessin der Kofun-Zeit. Sie soll im Jahr 484 von ihrem Palast Tsunosashi in Oshinumi aus als Oshinumi-no-Iitoyo-ao no mikoto (忍海飯豊青尊) bzw. in späteren Quellen auch einfach Kaiserin Iitoyo (飯豊天皇 Iitoyo-tennō) genannt für kurze Zeit zwischen dem 22. Tennō Seinei und dem 23. Tennō Kenzō Japan regiert haben.

## Abstammung
Prinzessin Iitoyo soll, wie auch die nach ihr regierenden Tennō Kenzō (Prinz Woke; regierte 485–487) und Ninken (Prinz Ohoke; regierte 488–498) vom 17. Tennō Richū (regierte 400–405) abstammen. Der genaue Grad dieser verwandtschaftlichen Beziehung wird in den frühesten Chroniken aus dem 8. Jahrhundert allerdings unterschiedlich dargestellt:
Nach dem Kojiki von 712 war Iitoyo die Tochter von Richū-tennō und der Kurohime (黒媛), sowie die jüngere Schwester des kaiserlichen Prinzen Ichinobe no Oshiha und somit Tante der Prinzen Ohoke und Woke. Laut dem Nihonshoki von 720 wiederum war Iitoyo die Tochter des Prinzen Ichinobe no Oshiha und dessen Frau Haehime (荑媛), wodurch sie die Schwester von Ohoke und Woke und genauso wie die beiden ein Enkelkind des Richū-tennō gewesen wäre.

## Regentschaft
Laut den genannten Chroniken soll nach dem Tod des 20. Tennō Ankō (regierte vermutlich 453–456) dessen Bruder alle Rivalen, die Anspruch auf den Thron erheben könnten, ermordet haben, um daraufhin als 21. Tennō Yūryaku (regierte vermutlich 456–479) zu herrschen. Dazu zählte vor allem auch sein Cousin Prinz Ichinobe no Oshiha, welcher als ältester Sohn von Richū-tennō dessen Kronprinz war. Während wir erfahren, dass dessen Söhne Ohoke und Woke nach seiner Ermordung in die Provinz flüchteten, finden sich keine Informationen über deren Tante/Schwester Iitoyo während dieser Zeit.
Sie taucht in den Chroniken zum ersten Mal in den Darstellungen zum 22. Tennō Seinei (regierte vermutlich 479–484), dem Sohn und Nachfolger von Yūryaku-tennō, auf. Dieser hatte keine Kinder und ansonsten auch keine nahen Verwandten, weshalb nach einem passenden Thronfolger aus der Abstammungslinie der Sonnengottheit Amaterasu gesucht wurde.
Laut dem Kojiki begann diese Suche erst nach dem Tode von Seinei und endete mit der Entdeckung von Prinzessin Iitoyo im Palast von Tsunosashi (角刺宮 Tsunosashi no miya) in Oshinumi in Kazuragi (heute der Tsunosashi-Schrein in Oshimi, Katsuragi; 34° 28′ 36″ N, 135° 43′ 50″ O). Sie scheint daraufhin die Herrschaft übernommen zu haben, da ihr Wodate, der Gouverneur der Provinz Harima, nach seiner Entdeckung der Prinzen Ohoke und Woke eine Nachricht in Hauptstadt sandte. Daraufhin gab Iitoyo die Anordnung, ihre Neffen zu ihr in den Palast zu bringen, wo sie vermutlich die Herrschaft an sie übergab.
Der Ablauf dieser Ereignisse wird im Nihonshoki etwas anders dargestellt. Hier werden die Prinzen bereits vor dem Tode Seineis gefunden, so dass dieser den älteren Ohoke selbst noch zum Kronprinzen und Woke zum kaiserlichen Prinzen erheben kann. An derselben Stelle wird auch Iitoyo zum ersten Mal kurz erwähnt. Bedeutung gewinnt sie erst in der Erzählung des Tennō Kenzō, als sich die Prinzen nach dem Tod von Seinei nicht auf einen Nachfolger einigen können, da jeder dem anderen den Thron überlassen wollte. In dem daraus resultierenden Interregnum übernahm Iitoyo die Regentschaft und regierte das Land vom Tsunosashi-Palast in Oshinumi aus. Sie gab sich selbst den Titel Oshinumi-no-Iitoyo-ao no mikoto („Erlauchte Iitoyo-ao von Oshinumi“). 

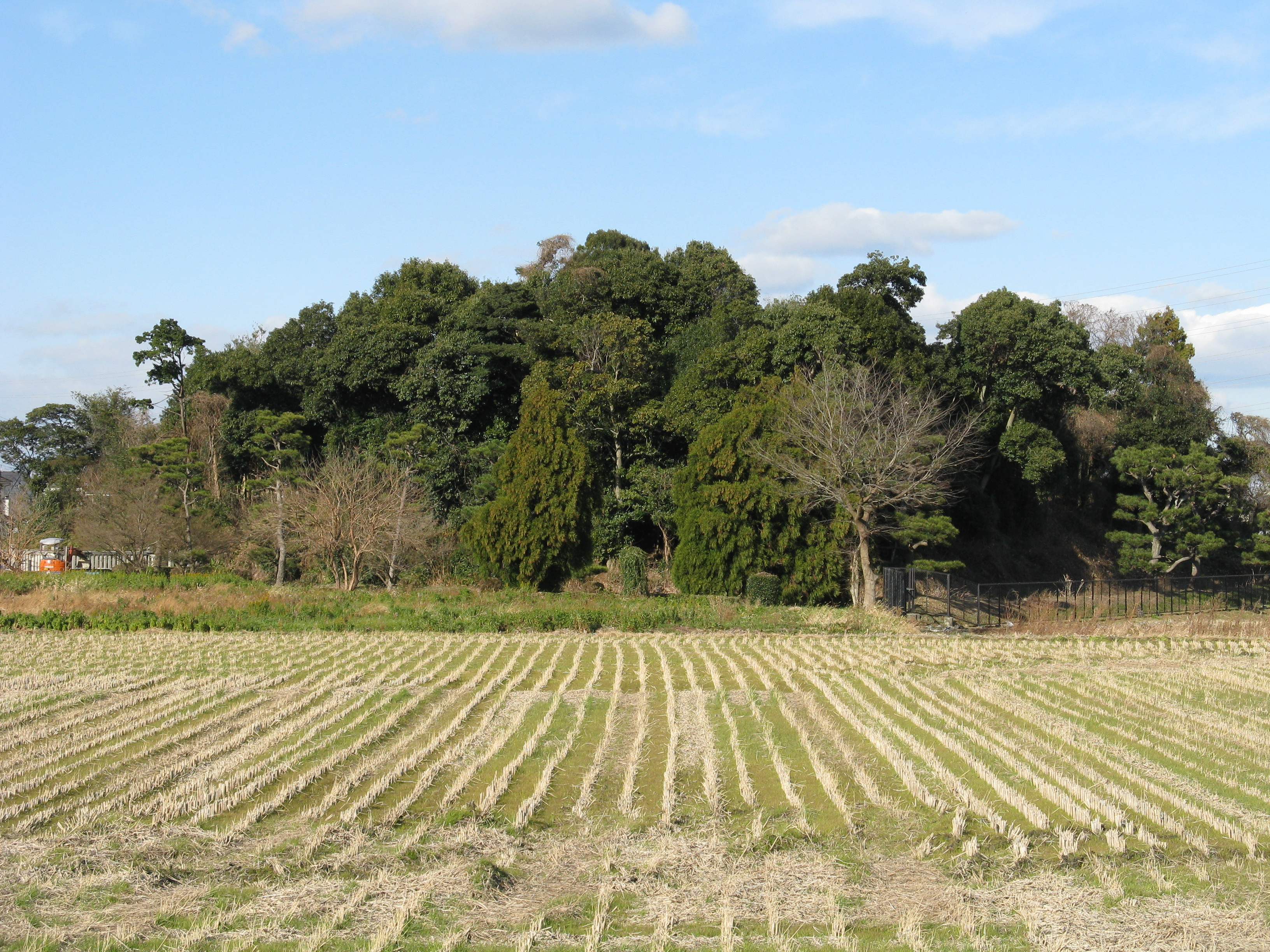
Grabstätte (misasagi) von Iitoyo-ao, Hügel Hanikuchi in Katsuragi.

Nach elf Monaten noch im Winter desselben Jahres starb sie und wurde in einer Grabstätte (misasagi) auf dem Hügel Hanikuchi (飯豊天皇埴口丘陵 Iitoyo-tennō Hanikuchi no oka no misasagi; 34° 29′ 3,5″ N, 135° 43′ 36,5″ O) in Katsuraki beerdigt.

## Rezeption
Nach Jingū-kōgō ist Prinzessin Iitoyo die zweite in den Chroniken beschriebene Frau, welche eine Zeit lang die Regierungsgeschäfte innehatte. Doch genauso wie diese ist sie unter Historikern im Generellen nicht als regierende Kaiserin anerkannt und sie erscheint auch nicht in den offiziellen Tennō-Listen. In dem 1219 von dem buddhistischen Mönch Jien verfassten japanischen Geschichtswerk Gukanshō findet sich zu Iitoyo als regierende Kaiserin folgende Erläuterung:

„Da die zwei Brüder [Anm.: Ninken und Kenzō] darin unnachgiebig waren dem anderen den Vortritt zu lassen, folgte im 2. Monat des Jahres in dem Seinei starb deren junge Schwester Seinei als regierende Kaiserin auf den Thron nach. Doch sie selbst starb im 12. Monat [Anm.: an anderer Stelle 11. Monat] desselben Jahres. Vielleicht ist dies der Grund warum wir ihre Herrschaft nicht in den gebräuchlichen Kaiserlichen Chroniken finden und warum man überhaupt nichts über sie weiß. Sie wurde Kaiserin Iitoyo genannt und es wird gesagt, dass sie im kinoe-ne Jahr des 60jährigen Zyklus geherrscht habe.
(Since the two brothers were unbending in deferring to each other, their young sister followed Seinei on the throne as a reigning Empress in the second month of the year in which Seinei died. But she herself died in the 12th month of that same year. Perhaps that it is why we not find her reign listed in the ordinary Imperial chronologies and why people know nothing at all about her. She was calles Empress Iitoyo and it is said that her reign was in the kinoe-ne year of the sexegenary cycle.)“

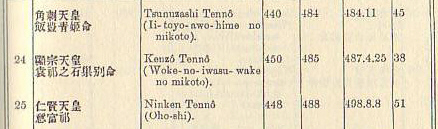
Iitoyos Eintrag als Tsunuzashi Tennō in der Tennō-Liste von Ernest Mason Satow, Japanese Chronological Tables, 1874.

Auch nach Isaac Titsinghs Übersetzung des 1625 erstellten Nihon Ōdai Ichiran zählte man Iitoyo, da sie weniger als zehn Monate regiert hatte, zwar nicht zu den offiziellen Tennō, doch sie hatte nach ihrem Tod einen posthumen Tennō-Namen erhalten (飯豊天皇 Iitoyo-tennō). Iitoyo ist auch unter anderen posthumen Tennō-Namen (okurina) bekannt, wie z. B. Seitei-tennō und Tsunuzachi-tennō. Auch wird sie verschiedentlich als souveräne Kaiserin anerkannt, wofür sich auch Hinweise im Nihonshoki finden lassen, z. B. wenn dort für ihren Tod der Begriff bō verwendet wird, welcher ansonsten ausschließlich für Tennō reserviert ist.
Bezüglich ihrer Regentschaft kursieren unter Historikern die verschiedensten Theorien: Einer zufolge könnte Iitoyo mit Iyo, einer Nachfolgerin von Himiko in der Herrschaft von Yamatai, identisch sein. Der Historiker Orikuchi Shinobu sieht in ihr die erste regierende Kaiserin in der Geschichte Japans, welche die Rolle der Schamanin und des Souveräns miteinander verbindet. Mitakō Mihoo glaubt hingegen, dass Iitoyo eine rivalisierende Herrscherin zur Zeit des 26. Tennō Keitai (regierte traditionell 507–531) gewesen sein soll, bevor dieser das geeinte Yamato unter seine Herrschaft brachte. Mizuno Yū argumentiert sogar, dass die Tennō Seinei, Kenzō und Ninken gar nicht existierten und Iitoyo nach Tennō Yūryaku 15 Jahre lang regiert habe.